# Jihlavan
Jihlavan je akciová společnost, která působí ve strojírenství. Vyrábí leteckou hydrauliku. Dodává hydraulické přístroje, komponenty a systémy pro letectví či náhradní díly pro letadla. Doplňkově firma vyrábí hydrauliku pro traktory a díly do zdravotnictví. Sídlí v Jihlavě.

## Historie
Podnik vznikl jako Jihlavan, n. p. roku 1952 vyčleněním z Motorpalu a vyráběl hydraulická zařízení do letadel. Zpočátku sídlil pod znojemským mostem. Od roku 1964 sídlí v novém areálu na Znojemské ulici. V roce 1989 zaměstnával 1572 pracovníků, po roce 1989 došlo k transformaci na akciovou společnost a k výraznému propadu výroby, roku 2004 pro ni pracovalo 250 zaměstnanců a 180 pracovníků v roce 2013 . V roce 2013 společnost uzavřela smlouvu se španělskou firmou CESA (Compaňía Espaňola de Sistemas Aeronáuticos) na dodávku hydraulických systémů do dopravních letadel Airbus A350 XWB, transportních speciálů CASA C-295 či stíhacích letounů Eurofighter 2000 Typhoon.

## Jihlavan airplanes
V areálu na Znojemské ulici sídlí i společnost Jihlavan airplanes, již vlastní akciová společnost Skyleader. Firma se zabývá vývojem sportovních ultralightů s označením Skyleader.